# Mineral (Virgínia)
Mineral és una població dels Estats Units a l'estat de Virgínia. Segons el cens del 2000 tenia 424 habitants.

## Demografia
Segons el cens del 2000, Mineral tenia 424 habitants, 172 habitatges, i 115 famílies. La densitat de població era de 183,9 habitants per km².
Dels 172 habitatges en un 30,2% hi vivien nens de menys de 18 anys, en un 53,5% hi vivien parelles casades, en un 9,9% dones solteres, i en un 32,6% no eren unitats familiars. En el 30,2% dels habitatges hi vivien persones soles el 15,1% de les quals corresponia a persones de 65 anys o més que vivien soles. El nombre mitjà de persones vivint en cada habitatge era de 2,47 i el nombre mitjà de persones que vivien en cada família era de 3,09.
Per edats la població es repartia de la següent manera: un 24,3% tenia menys de 18 anys, un 7,3% entre 18 i 24, un 27,1% entre 25 i 44, un 24,1% de 45 a 60 i un 17,2% 65 anys o més.
L'edat mediana era de 40 anys. Per cada 100 dones de 18 o més anys hi havia 88,8 homes.
La renda mediana per habitatge era de 37.500 $ i la renda mediana per família de 49.000 $. Els homes tenien una renda mediana de 34.375 $ mentre que les dones 24.063 $. La renda per capita de la població era de 19.397 $. Entorn del 4,5% de les famílies i el 6,4% de la població estaven per davall del llindar de pobresa.

## Poblacions més properes
El següent diagrama mostra les poblacions més properes.